# Сарчи-Эли
Сарчи́-Эли́ (укр. Сарчи-Елі, крымскотат. Sarıça Eli, Сарыча Эли) — исчезнувшее село в Белогорском районе Республики Крым (согласно административно-территориальному делению Украины — Автономной Республики Крым). Располагалось в западной части района, в предгорье Внешней гряды Крымских гор, в средней части долины реки Бурульча, примерно на месте южной части села Долиновка.

## История
Первое документальное упоминание села встречается в Камеральном Описании Крыма… 1784 года, судя по которому, в последний период Крымского ханства Сарытже Эли входила в Борулчанский кадылык Карасубазарского каймаканства. После присоединения Крыма к России (8) 19 апреля 1783 года, (8) 19 февраля 1784 года, именным указом Екатерины II сенату, на территории бывшего Крымского Ханства была образована Таврическая область и деревня была приписана к Симферопольскому уезду. После Павловских реформ, с 1796 по 1802 год, входила в Акмечетский уезд Новороссийской губернии. По новому административному делению, после создания 8 (20) октября 1802 года Таврической губернии, деревня Сарчи-Эли была включена в состав Табулдинской волости Симферопольского уезда.
По Ведомости о всех селениях в Симферопольском уезде состоящих с показанием в которой волости сколько числом дворов и душ… от 9 октября 1805 года в деревне Сарча-Эли числилось 25 дворов и 121 житель, исключительно крымские татары. На военно-топографической карте генерал-майора Мухина 1817 года обозначена деревня Саарчи-Эли с 18 дворами. После реформы волостного деления 1829 года, согласно «Ведомости о казённых волостях Таврической губернии 1829 года», деревню отнесли к Айтуганской волости. На карте 1836 года в деревне 7 дворов, а на карте 1842 года деревня Сарчи-Эли обозначена условным знаком «малая деревня» (это означает, что в ней насчитывалось менее 5 дворов).
В 1860-х годах, после земской реформы Александра II, деревню приписали к Зуйской волости, в которой состояла до советских реформ 1920-х годов. В «Списке населённых мест Таврической губернии по сведениям 1864 года», составленном по результатам VIII ревизии 1864 года, Сарчи-Эли — татарская деревня с 2 дворами, 8 жителями и мечетью при речке Бурульче (на трёхверстовой карте Шуберта 1865—1876 года в Сарчи-Эли обозначены 4 двора). Согласно «Памятной книжке Таврической губернии за 1867 год», деревня Сарче Эли была покинута жителями в 1860—1864 годах — в результате эмиграции крымских татар, особенно массовой после Крымской войны 1853—1856 годов, в Турцию, после чего оставалась в развалинах. Видимо, вскоре деревню вновь заселили, поскольку в «Памятной книге Таврической губернии 1889 года», включившей результаты Х ревизии 1887 года, записаны Сарчи-Эли с 19 дворами и 108 жителями.
После земской реформы 1890 года Сарчи-Эли отнесли к Табулдинской волости. Согласно «…Памятной книжке Таврической губернии на 1892 год», в деревне Сарчи-Эли, входившей в Алексеевское сельское общество, было 8 жителей в 2 домохозяйствах, безземельные. По «…Памятной книжке Таврической губернии на 1902 год» в деревне Сарчи-Эли, приписанной к волости для счёта, числилось 20 жителей в 7 домохозяйствах, а в Статистическом справочнике Таврической губернии. Ч.II-я. Статистический очерк, выпуск шестой Симферопольский уезд, 1915 год в Симферопольском уезде Сарчи-Эли, по неизвестной причине не значится.
После установления в Крыму Советской власти, по постановлению Крымревкома от 8 января 1921 года была упразднена волостная система и село вошло в состав вновь созданного Карасубазарского района Симферопольского уезда, а в 1922 году уезды получили название округов. 11 октября 1923 года, согласно постановлению ВЦИК, в административное деление Крымской АССР были внесены изменения, в результате которых округа ликвидировались, Карасубазарский район стал самостоятельной административной единицей и село включили в его состав. Согласно Списку населённых пунктов Крымской АССР по Всесоюзной переписи 17 декабря 1926 года, в селе Сарчи-Эли, Борасханского сельсовета Карасубазарского района, числилось 15 дворов, все крестьянские, население составляло 72 человека, из них 70 русских, 1 немец, 1 записан в графе «прочие». Время исчезновения села в доступных документах не зафиксировано; в последний раз Сарча-Эли встречается на двухкилометровке РККА 1942 года, а в указах о переименованиях 1945 и 1948 годов она уже не упоминается.

### Динамика численности населения
| - 1805 год — 121 чел. - 1864 год — 8 чел. - 1889 год — 108 чел. | - 1892 год — 8 чел. - 1902 год — 20 чел. - 1926 год — 72 чел. |